# Kevin Maddock
Kevin Maddock Southampton 22 augustus 1958) is een Engels oud-voetballer die uitkwam voor Willem II.

## Clubcarrière
Met de Tilburgers wordt hij in zijn eerste jaar tweede in de eerste divisie. Dat is goed voor een promotie naar de eredivisie, waarin Maddock met Willem II vierde wordt.